# آية سليم
آية سليم هي ممثلة مصرية بدأت مشوارها الفني في عام 2014 بمسلسل فرق توقيت. أشتهرت بدورها في مسلسل الكبريت الأحمر.

## بدايتها
درست آية سليم بالمعهد العالي للفنون المسرحية، وبدأت مسيرتها الفنية بـ 5 مشاهد فقط في مسلسل فرق توقيت من بطولة تامر حسني.

## أعمالها

### مسلسلات
- 2014: فرق توقيت
- 2016: نيللي وشريهان
- 2016: الكبريت الأحمر الجزء الأول
- 2017: هربانة منها
- 2017: الكبريت الأحمر الجزء الثاني
- 2017: الحرباية
- 2017: ريح المدام
- 2019: قمر هادي
- 2019: البرنسيسة بيسة
- 2019-2020: الأنسة فرح (Miss Farah) (الموسم 1) مقتبس من (Jane the Virgin)
- 2020: ونحب تاني ليه
- 2020: حكايات بنات الجزء الرابع
- 2020: البرنس
- 2022: ورق التوت
- 2022: أزمة منتصف العمر
- 2023: وبينا ميعاد

### أفلام
- 2020: ريما[3]
- 2021: 30 مارس

## وصلات خارجية
- آية سليم على موقع IMDb (الإنجليزية)
- آية سليم على موقع قاعدة بيانات الأفلام العربية